# 中国共产主义青年团
中国共产主义青年团，簡稱中国共青團，在中国大陆常简称为团，是中国共产党领导的青年群团组织，中华人民共和国的人民团体之一。
中国共青团的前身上海社会主义青年团在陳獨秀和李大釗響應國際共產主義運動下於1920年8月成立，其全国性组织“中国社会主义青年团”则于1922年成立，初期接受第三國際的指揮和援助。在抗日战争期间，与国民黨进行了第二次国共合作。1936年11月1日发表了《关于青年工作的决定》。决定要求把共青团改造成为广泛的群众性的青年抗日救国组织。共青团被解散并改组为青年救国会。1940年代起，中國共產黨及其领导的中国共青团逐渐摆脱外國勢力的影響，改由以本土派掌权。中共在第二次國共內戰中取得胜利后，中共中央又宣布复设“中国新民主主义青年团”并在1957年改为现名。
中國共青团的組織架構主要基於民主集中制，而主要架构則源於苏联的苏联共青团。中國共青团最高機構是每5年召開一次的全國代表大會，而當全國代表大會閉會期間則由中国共产主义青年团中央委员会作為核心權力機構。但因為中央委員會通常1年只會召開1次會議，使得多數職權和工作都由中央委员会常务委员会和中央书记处掌握，共青团中央书记处第一书记则成为团中央主要負責人。
中國共產主義青年團申請人的加入年龄必須介於14歲至28歲間，共青团同时还主導和監督以14歲以下兒童組成的先锋組織中國少年先鋒隊。截至2023年12月底，全国共有共青团员7416.7万名，共青团组织431.6万个。 其中，团的地方委员会0.3万个，基层团（工）委19.3万个，团（总）支部412.0万个。 学校团组织190.5万个，团员3824.5万名；企业团组织91.0万个，团员721.0万名；机关事业单位团组织36.0万个，团员441.9万名；城市街道、乡镇、社区（居委会）、行政村团组织94.2万个，团员2173.7万名；社会组织和其他领域团组织19.9万个，团员255.6万名。中国共产主义青年团是世界上规模最大的青年组织之一。
中國共青团始終宣稱其理想與目標是實現共產主義，將自身視為代表最广大中国青年的青年团体。其中《中國共產主义青年团章程》指出中國共青团堅持馬克思列寧主義、毛澤東思想、中國特色社會主義、鄧小平理論、三個代表和科學發展觀、習近平新時代中國特色社會主義思想等思想，並將中國共青团表述為：「是中国共产党领导的先进青年的群团组织，是广大青年在实践中学习中国特色社会主义和共产主义的学校，是中国共产党的助手和后备军」。此外，由共青团中央出身的官员一向在中国政治中占据不可或缺的角色，被广泛称为“团派”，具有较大影响力。

## 标识

### 团旗

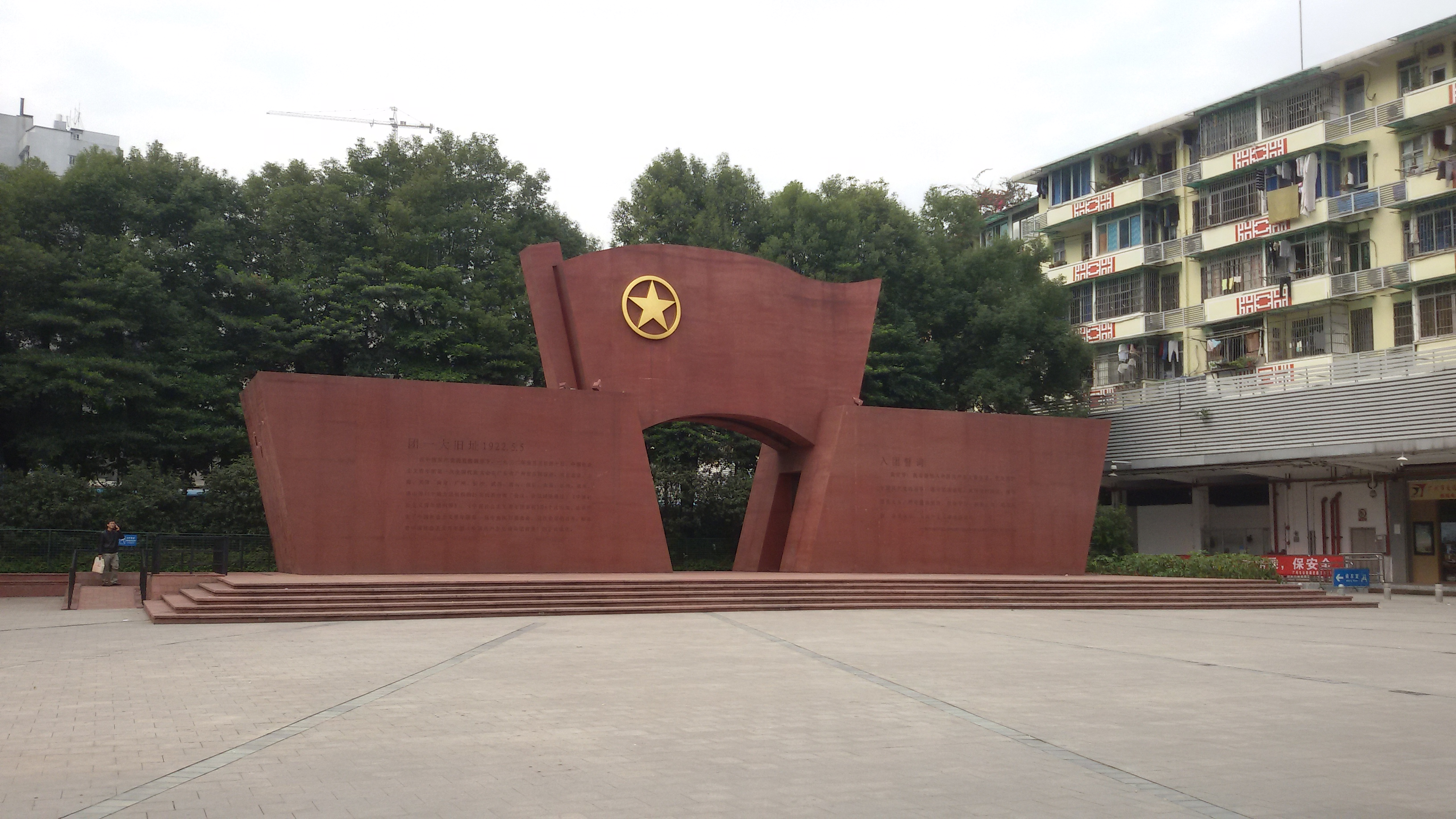
广州市的团一大广场，中央有共青团团旗图案

中国共产主义青年团团旗，是毛泽东、周恩来等亲自审定，并经中共中央批准，于1950年5月4日由中国共产主义青年团中央委员会公布的。旗面为红色，象征革命胜利；左上角缀黄色五角星，周围环绕黄色圆圈，象征着中国青年一代紧密团结在中国共产党周围。
宽高比3:2，旗面对分为4等分长方形，左上长方形上下12等分，以此长方形中心点为圆心，3等分及4等分为半径画两圆周，两圆周之间就是黄色圆圈。再在内圆周上定出5个等距离的点，其中一点位于圆周正上方。将此5点中各相隔的两点相联成直线，此5直线之外轮廓线就是黄色五角星之外沿。

### 团徽
中国共产主义青年团团徽，是经中共中央审定批准，于1959年5月4日由共青团中央颁布的。团徽的内容为团旗、齿轮、麦穗，初升的太阳及其光芒，写有“中国共青团”五字的绶带。团徽涂色为金红二色。团旗的旗面和绶带为红色，团旗上的五角星和环绕它的圆圈、旗边、旗杆、齿轮、麦穗、初升的太阳及其光芒、“中国共青团”五个字都为金色。
中国共产主义青年团团徽，是中国共产主义青年团的标志：象征着共青团在马克思列宁主义、毛泽东思想的光辉照耀下，团结各族青年，朝着中国共产党所指引的方向奋勇前进。

### 团歌
中國共產主義青年團團歌是《光荣啊！中国共青团》，胡宏伟作词，雷雨声作曲，1988年中国共产主义青年团第十二次全國代表大會確認為代團歌。2003年7月，中国共产主义青年团第十五次全国代表大会通过了关于《中国共产主义青年团章程》（修正案）的决议，将《光荣啊！中国共青团》确定为团歌。

### 团员证

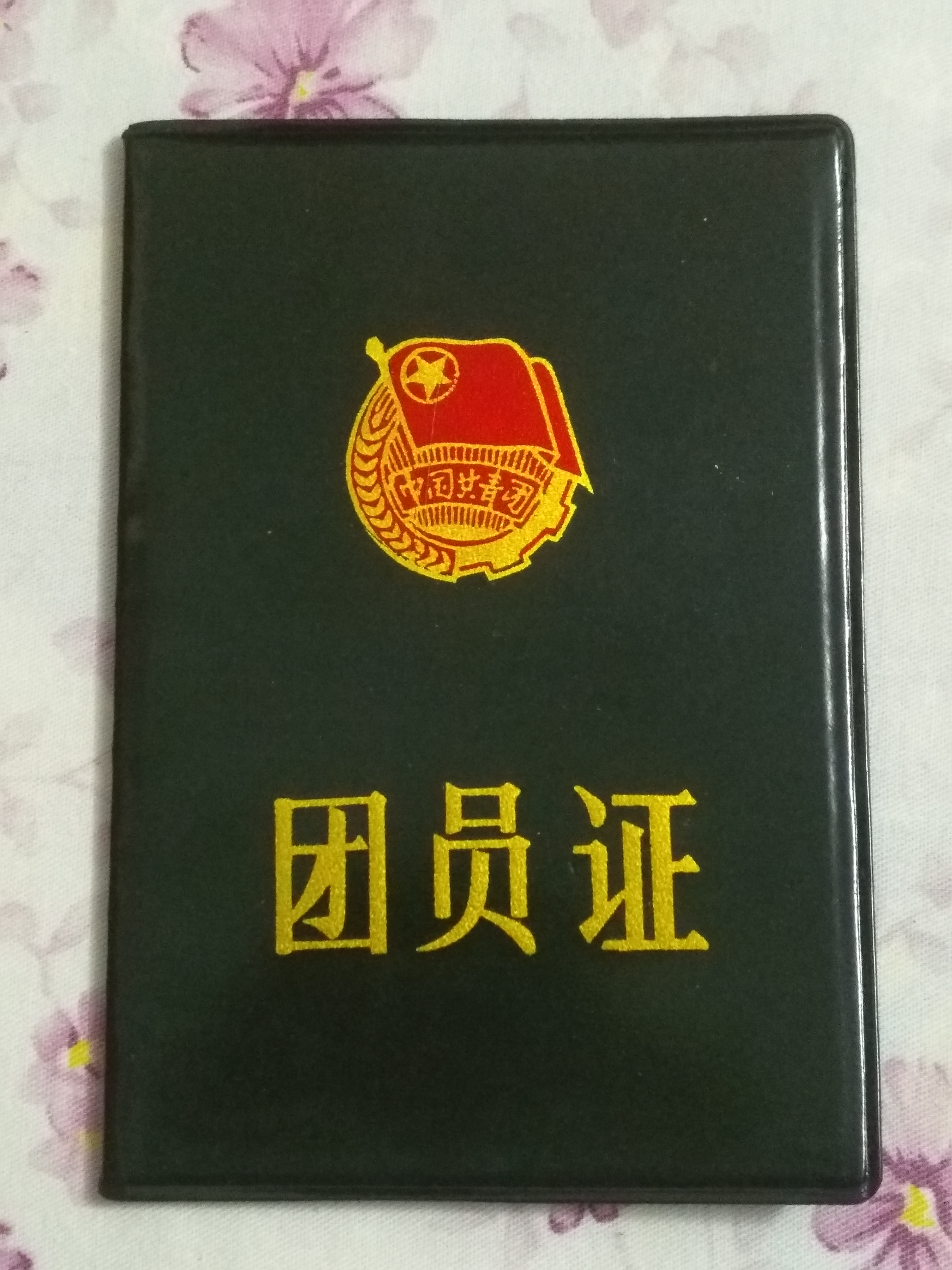
旧版中国共产主义青年团团员证

1988年5月8日，中国共产主义青年团第十二次全国代表大会上正式通过《关于团员证制度的决议》，决定在全团实行团员证制度。
中国共产主义青年团团员证封皮为仿皮革材质（旧版为墨绿色胶套印刷团徽图案和“团员证”字样）。封面为墨绿色，封面上方有红色烫金团徽，下方书写“团员证”，团员证后附有团章全文（不同省份团员证式样有所不同）。

### 章程
中国共产主义青年团章程，自述为共青团的理想目标和最高意志的体现，亦规范了共青团的组织纪律和各项工作开展的纲领。最新版的中国共产主义青年团章程由中国共产主义青年团第十九次全国代表大会部分修改，2023年6月22日通过。

## 历史发展

### 中国社会主义青年团（1922－1925）
中国社会主义青年团是中国共产主义青年团的前身。1921年7月，中国共产党成立。同年，张太雷前往苏联，出席共产国际第三次代表大会和青年共产国际第二次代表大会。随后从莫斯科返回上海，回国后在青年共产国际和中共的指示下恢复整顿当时已停止活动的中国社会主义青年团，并于同年11月组织制定《中国社会主义青年团临时章程》。至1922年5月在中国多地建立青年团组织，并发展团员5000多人。
1922年5月5日至10日，中国社会主义青年团第一届全国代表大会于广州召开，会议日期选在马克思诞辰104周年，时任中共领导人陈独秀和青年共产国际代表塞奇·达林出席会议，方国昌被选为第一届中央执行委员会书记，高君宇、方国昌、张太雷、蔡和森、俞秀松当选执行委员。
在中国社会主义青年团创建的同时，部分旅居欧洲的中国留学生于同年6月18日于巴黎西郊举行中国少年共产党第一次代表大会，赵世炎主持会议，会议选举赵世炎任书记，周恩来为宣传部长，李维汉为组织部长。不久后，在与中共和中国社会主义青年团联络后，中国少年共产党成为了隶属于中国社会主义青年团的「中国社会主义青年团旅欧总支部」。

### 中国共产主义青年团（1925－1937）
1925年1月，第三届全国代表大会召开，中国社会主义青年团更名为中国共产主义青年团。
1935年9月青年共产国际召开了第六次代表大会，会上依照共产国际第七次代表大会的决议精神，决定建立全世界青年的反法西斯的统一战线，号召全世界青年为民主自由和平而奋斗，少共国际指示各国青年团要“根本改造”，使团成为“广大群众的非党的青年团”，同时指示中国团“要与民族解放组织和民族改良组织的青年经常合作和联合，与还在国民党影响下的青年合作”。瓦窑堡会议期间，1935年12月20日共青团中央发表《为抗日救国告全国各校学生和各界青年同胞宣言》号召一切爱国青年同胞和青年组织，在抗日救国的义旗之下联合起来，到工人、农民、商民、军队中去，实行全民抗日救国大联合；宣言还声明将共青团改为抗日救国青年团，欢迎一切爱国青年加入。1936年5月冯文彬任红十五军团政治部副主任东征回师途中，毛泽东找他谈话，让他到团中央接替凯丰的书记职务。1936年5月3日共青团中央发出《给全国学生的信》，对学生救国运动提出：“注意人民统一战线的建立，不分党派，不分政治信仰，只要愿意抗日救国就结成联盟”。中共中央机关进入保安后，1936年7月，在中共中央讨论白区工作的会议上，冯文彬根据国际精神在会上积极建议：“青年团的组织还是很狭隘，还是‘第二党’性质，希望中央指示各地党组织特别注意帮助团的工作和扩大团的组织。”冯文彬的建议很快被采纳。8月初，在《给北方局及河北省委的指示信》中，就改造团的组织和工作问题，中共中央作出指示：要求党帮助团成立单独的组织；帮助团尽可能的青年化、群众化；指导团打进到各界各党派的青年的文化的体育的组织中去。1936年9月，团中央收到青年共产国际书记处发来的电报，指出：对中国团来说，就是要从绝对秘密的工作方式转变到利用一切公开和半公开的可能，建立包括青年工人、学生、农民、失业青年等在内的属民族解放性质的、群众的青年团。中共中央在总结经验的基础上，立即着手筹划共青团的全面改造。
1936年11月1日，中共中央政治局召开会议，专门讨论共青团改造问题。会议首先由冯文彬汇报共青团一年来的工作，以及团中央对共青团改造和今后青年工作方针的意见。冯文彬认为，要“彻底改变团的狭隘的工作作风和方式，变团的性质为广大青年群众的组织；改组白区团组织，团员分布到一切青年群众组织之中，名称不必统一，争取公开；苏区与红军中团的名称可不改变，但组织与性质应改变；在青年群众组织设立党团，在党内设立青年部”。為了吸收广大青年参加抗日救亡运动，会后由冯文彬起草，经张闻天修改，最终形成《中共中央关于青年工作的决定》，决定将共青团组织改造为“广大群众的、非党的青年组织”。详细规定了改造共青团的具体办法。取消国统区团组织，建立公开半公开的各种各样的青年组织。大批吸收团员入党。根据地和红军中的共青团组织，必须全部改造，要成为青年的联合组织，把教育、训练青年作为基本任务。1936年11月，冯文彬在中共中央机关刊物《党的工作》上发表《使青年运动成为一个巨大的力量》、《关于改造团的几个问题》两篇文章，介绍团改造的意义，回答新的青年组织的性质、工作形式、方法等问题。12月，又写出《为什么改造共产主义青年团》一文。决定发布后，各地共青团组织陆续实行了改造。 
1937年1月共青团中央宣布结束工作。大量非党的中华民族解放先锋队、青年救国会、青年抗日先锋队等抗日救国团体。1937年4月12日至17日西北青年第一次救国代表大会在延安召开。大会通过了《关于救亡运动任务的决议案》，拟订了《全国青年救国纲领草案》和《中华青年救国联合会组织简章〈草案〉》,确定以“一切为着中华民族的团结和统一”作为青救会的中心任务。大会决定成立西北青年救国联合会（简称“西青救”），作为西北青年抗日救亡运动的领导机关，并决定在全国青年救国联合会成立之前，西青救为全国各地青年抗日救亡团体的最高领导机关。会后，共青团中央成立了西北青年救国联合会筹备委员会，中共中央设立青年部，由冯文彬担任中央青年部部长兼西北青年救国联合会主任。共青团陕北省委、陕甘宁省委、陕甘省委及其所属的团县委相继改为省、县青年救国联合会筹委会，自上而下地进行了团员转党工作。红军各部队的各级团组织改为青年队。到1937年4月上旬，西北革命根据地胜利地完成了共青团的改造。 

### 中共中央青年工作委员会（1938－1949）
1938年4月30日中共中央政治局常务委员会会议认为，为促进青年抗日救亡运动的蓬勃发展，青年工作不需要单一的组织形式，为便于党对各青年团体的统一领导，决定成立各级青年工作委员会，党的各级青年委员会要受同级党委领导和上级青年委员会指导。会议决定中央青年工作委员会主任由陈云担任，副主任由冯文彬担任；由陈、冯二人起草中央关于青年工作的决定。5月5日中共中央发出《关于组织青年工作的决定》：为了发展全国的青年运动和集中统一党领导下的各青年团体的领导，决定在县委以上直至中央成立青年工作委员会，青委内至少有一名专职作青年工作的人，同时吸收青年团体的负责党员参加青委，隶属于同级党组织领导之下，决定要求各级党组织应把青年工作当做自己主要工作之一，经常地进行检查和推动；青委最高负责人的职务名称为青委书记。1938年8月9日中共中央政治局常委会议听取了中央青委工作委员会副书记冯文彬关于青年工作的报告。8月10日，毛泽东、张闻天、陈云、康生、刘少奇、王稼祥致电陈绍禹、周恩来、秦邦宪、何凯丰：我们提议在政治局扩大会议后，召集中央青委扩大会议或中央青委工作会议，讨论全国青年工作问题，各地青年工作负责人参加。1938年10月正式成立中共中央青年工作领导机构，简称“中央青委”，陈云、冯文彬、李昌、胡乔木、宋一平、刘光、高朗山等人任委员，中组部长陈云兼任书记，冯文彬任副书记。1938年10月10日至11月21日西北青年救国会在延安召开了第二次代表大会，出席会议的除西青救的代表外，还有华北、华南、南洋等地的青年团体和青年工作者的代表。会上中共代表作了《在抗战建国的目标下来团结全国青年》的报告，朱德作了《青年把抗战建国事业担当起来》的重要讲话，林柏渠作了《介绍边区工作经验给全体青年》的发言。大会发表了给全国青年的宣言，通过了《抗日少年先锋队章程》，和《儿童团组织章程》；会议决定成立“中华青年救国团体联合办事处”（简称“中国青联办事处”），作为全国青年抗日救国运动的领导机关。中央青委、中华青联办事处、西北青救会合署办公。陈云提出建立建立青年武装或半武装组织，积极参加瓦解敌伪军的工作。各敌后根据地创立了青年半武装组织“青抗先”与青年武装组织（青年纵队、支队、营、连等）。
1941年9月8日，中共中央书记处工作会议为使中央青委成为实际工作的机关，在党的统一领导下有组织上的独立性，作出关于中央青委组织问题的决定,由凯丰、冯文彬、宋一平、蒋南翔、高朗山5人组成中央青委，以凯丰为书记，冯文彬为副书记。1941年10月16日 中共中央青年工作委员会发出《关于调查研究工作的通知》，中央青委认为，在做青年工作的同志中存在着严重的主观主义、形式主义的作风，号召各级做青年工作的同志，针对自己的工作，展开自我批评，彻底扫除主观主义、形式主义的作风，普遍开展调查研究工作。1942年2月6日 中共中央书记处通过《关于根据地各级青委组织与工作暂行条例》。条例规定：目前只在中央局、中央分局、区党委各级内设立青委。青委的任务是：研究和了解青年运动的情况；掌握青年运动的方针和政策；调剂青年运动的干部；不断学习和提高自己。
1943年3月16日至20日中共中央政治局会议对中共中央领导机构及人事作重要调整，决定中央青委合并到中央民运委员会，隶属中央组织委员会。邓发任民运委员会书记，蔡畅任副书记。
1945年4月28日西北青年救国联合会（“西青救”）、陕甘宁边区青年救国会和学生联合会举行座谈会，决议成立中国解放区青年联合会筹备会，并通电解放区各青年组织推选代表参加。5月3日解放区青年联合会筹备会在延安成立，冯文彬为筹备会主任，蒋南翔为秘书长。6月22日中国解放区青年联合会筹备会主任冯文彬致电世界青年大会，申请参加该会。7月12日中共中央书记处会议决定由冯文彬担任中央青委主任，委员有冯文彬、凯丰、胡乔木、刘光、李昌、蒋南翔等。
1945年9月上旬 中共中央书记处书记任弼时指示中共中央青委负责人迅速组织青年工作队，去东北开辟工作10月11日蒋南翔、宋一平率90多人的青年工作队，从延安出发，徒步3个月进入东北，开辟青年工作。1946年11月5日 中共中央发出了《关于建立民主青年团的提议》，指出重新建立一个统一的先进青年的积极分子组织十分必要，这个组织应比过去共产主义青年团更群众化、青年化，在政治上应接受党的领导，工作上应该是解放区党政军民工作的忠实助手，建团步聚应该是首先从巩固的中心区做起，取得经验，逐步推广。

### 中国新民主主义青年团（1949－1957）
1948年12月27日毛泽东审阅《中国共产党中央委员会关于建立新民主主义青年团的决议》和《中国新民主主义青年团章程（草案）》后批示：“写得简明扼要，完全可用。”并请刘少奇、周恩来、任弼时考虑“是否应在明年1月1日至5日在中央会议上通过，如果不必在此会上通过，可即于1月2日以后发表”。12月29日 任弼时致函刘少奇、朱德、周恩来：据冯文彬反映，1月初晋绥及华北各区党委召开青年工作会议，中原、东北几次来电催促，提议明年1月2日即由新华社广播发布《中国共产党中央委员会关于建立中国新民主主义青年团的决议》。
1949年1月1日中共中央正式公布了《关于建立中国新民主主义青年团的决议》和团章草案。1月19日中共中央发出《关于召开新民主主义青年团第一次全国代表大会及全国民主青年代表大会的通知》：中央“决定于1949年4月中旬，在华北召开新民主主义青年团第一次全国代表大会，制定青年工作纲领和通过青年团的章程，选举青年团的中央委员会”。2月18日中国新民主主义青年团筹备委员会成立，任弼时为主任，冯文彬、廖承志、蒋南翔为副主任。3月1日至6日中华全国学生第十四次全国代表大会在北平召开。4月6日任弼时把起草的代表中共中央在中国新民主主义青年团第一次全国代表大会上的政治报告稿送毛泽东“阅正”。9日毛泽东批“看过，同意。”
1949年4月11至18日中国新民主主义青年团第一次全国代表大会在北平国立理科学校（现中央美术学院的前身）礼堂隆重召开，参加大会的正式代表340人，代表着19万青年团员。毛主席为大会亲笔题词：“同各界青年一起，领导他们，加强学习，发展生产”；并接见了全体代表。朱总司令、周恩来副主席出席大会并做了报告；中央政治局委员书记处书记任弼时做了政治报告，中途因身体不适，由大会秘书长荣高棠代为宣读；冯文彬做工作报告；蒋南翔做团章报告。大会选举任弼时为团中央名誉主席，大会选出了由委员45人、候补委员15人组成的中国新民主主义青年团第一届中央委员会。 1949年4月“中国新民主主义青年团”第一次代表大会后中央青委撤销。
1949年4月22日、24日在北平举行中国新民主主义青年团一届一中全会，选举冯文彬、廖承志、蒋南翔、钱俊瑞、荣高棠、李昌、宋一平、陆平、韩天石9人为团中央常务委员，陈家康、张本为候补中央常委，冯文彬为团中央书记，廖承志、蒋南翔为副书记；会议作出决议，由团中央在报刊上刊登启事，公开征求团徽、团旗、团证、团歌。
1949年5月4日至11日中华全国青年第一次代表大会在北平召开，出席会议代表480人，正式决定把解放区青年联合会扩大为中华全国民主青年总会。毛泽东为大会题词：“团结各界青年参加新民主主义的建设工作”。朱德、周恩来、叶剑英先后到会致词。周恩来5月7日在题为《全国青年团结起来，在毛泽东的旗帜下前进》的长篇报告中，专门讲了“学习毛泽东”的问题，为青年学习毛泽东思想指明了方向。大会通过了会章，制定了中国青年运动的方针，选出廖承志等109人为中华全国民主青年联合会委员（正式委员87人，候补委员22人）。

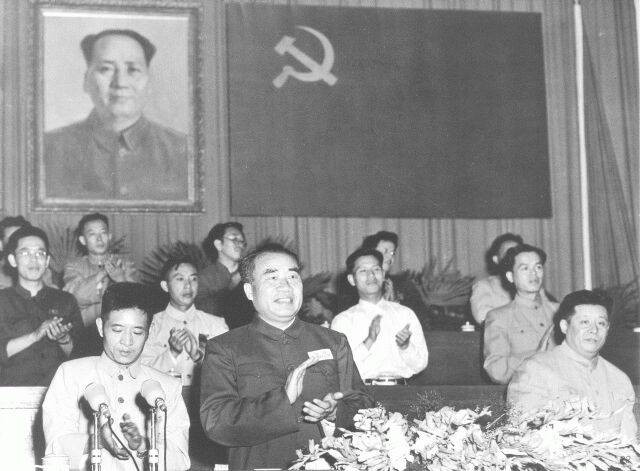
1953年7月1日，朱德、廖承志（右）出席全国第二次青年团代表大会时在主席台上。左为胡耀邦

1949年7月4日毛泽东、朱德接见中央团校第一期毕业的学员。毛泽东在讲话中指出：“你们记住无论做什么，要有个目的，没有目的前途，乱来是不行的”“你们学了唯物史之后就要懂得，一步一步前进，有了条件，准备好力量，稳步地走向社会主义──共产主义”。8月14日 萧华、韩天石率领的中国民主青年代表团出席在匈牙利首都布达佩斯举行的世界青年与学生联欢大会。9月2日至8日 世界民主青年第二次代表大会在匈牙利首都布达佩斯召开。60多个国家600余名代表与会，以萧华为团长的中国青年代表团参加了大会。大会一致通过11月10日为世界青年日，2月21日为与殖民地青年团结日。会议选举了世界青年领导机构，廖承志当选为副主席。此外，廖承志、冯文彬、萧华、韩天石、陈家康、钱三强6人当选为世界青年理事会理事。

### 中国共产主义青年团（1957－）
1957年，重新改回「中国共产主义青年团」的團名，解放前后的中国社会主义青年团、共产主义青年团和新民主主义青年团三大团体正式结合。
1982年12月，举行第十一次全国代表大会，修改通过了《中国共产主义青年团章程》。
2022年5月10日上午，庆祝中国共产主义青年团成立100周年大会在北京人民大会堂举行。

## 组织机构

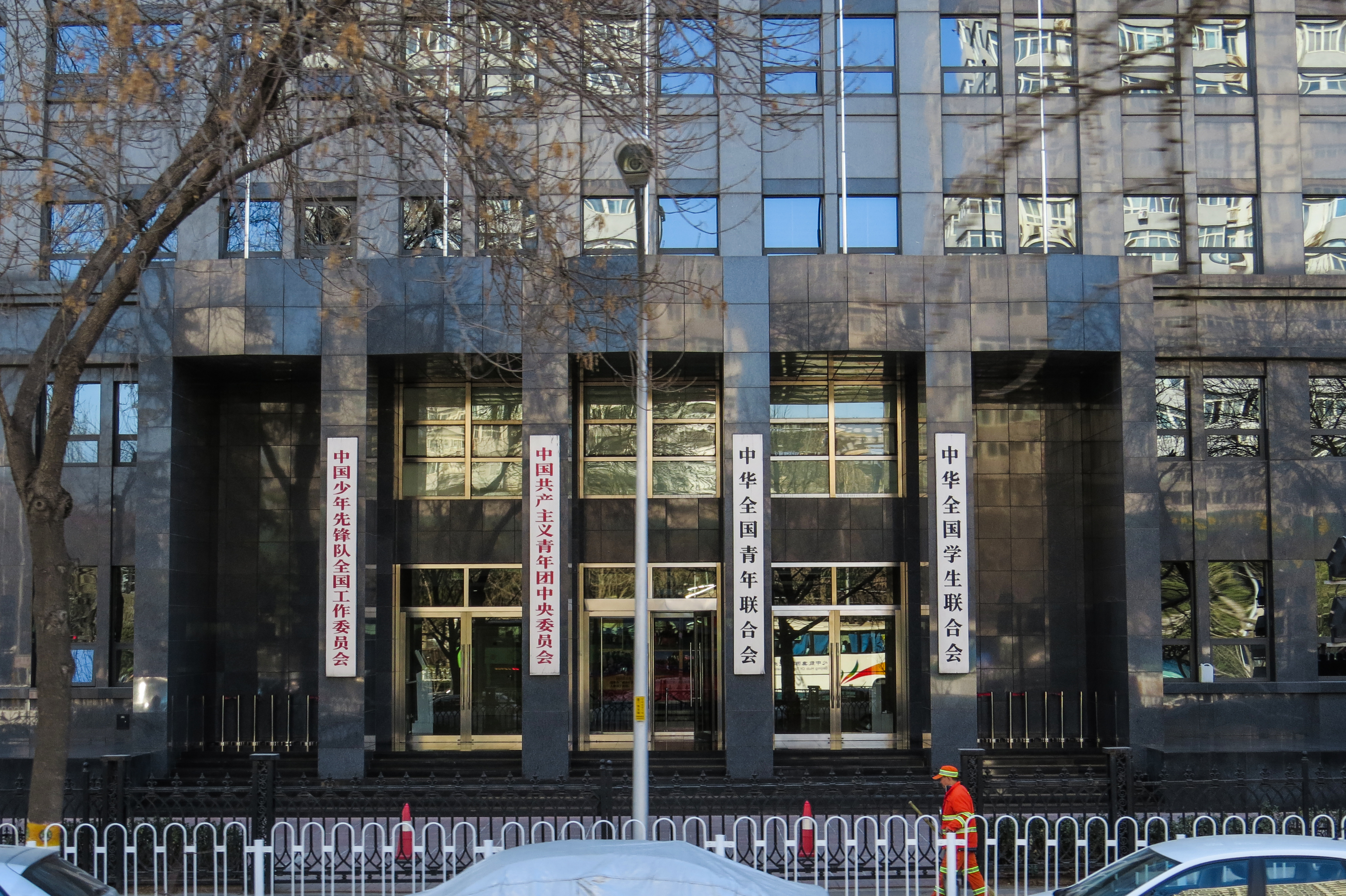
中国共产主义青年团中央委员会的办公大楼

中國共青团創建之初便以蘇聯共青团為榜樣，採取了蘇聯共青团的組織模式，也就是設有共產黨的組織的机关都设立了共青团组织。共青团的組織原則採取民主集中制，並且基於民主和集中兩個原則而成其中。在《中國共青团章程》中提到：「民主集中制是共青团根本的组织原则。要充分发扬民主，尊重团员主体地位，切实保障团员的民主权利。要实行正确的集中，加强组织性和纪律性，保证团的决议得到有效的贯彻执行。」而毛澤東曾經表示民主集中制是「將民主和集中兩個似乎相衝突的東西，在一定形式上統一起來」，認為藉此結合能夠處理民主和集中之間的內部矛盾，同時民主集中制在自由和紀律協調上更具優越性。

### 非常設機關
与中国共产党的组织形式类似，根據《中国共青团章程》確立之體制，其中中國共产主义青年团全國代表大會是中國共青团的最高機構。在1988年中國共产主义青年团第十二次全國代表大會之前全國代表大會經常不定期召開，之後確認每五年舉行一次全國代表大會的制度，而每次大會將會持續數天。而根據《中国共青团章程》內容，除非在特別情況下全國代表大會不得延期。在《中國共青团章程》中賦予了全國代表大會4項責任：
1. 审查和批准中央委员会的工作报告；
2. 讨论和决定全团的工作方针、任务和有关重大事项；
3. 修改团的章程；
4. 选举中央委员会。

而在全國代表大會閉會後，則是由全國代表大會所產生的中國共产主义青年团中央委員會擔任最高決策機構；在這期間由中央委員會執行全國代表大會的決議並領導中國共青团全部工作，對外則是代表共青团。
新當選的中國共青团中央委員會委員除了之後會在不同政府部門、地方团组织、学校工作外，在第一次全體會議上會分別從中國共青团中央委员会委員中選出作為主要負責人的中國共青团中央书记处第一书记，並且由其擔任中國共青团的領導人。另外還會選出中国共青团中央委员会常务委员会、中央书记处。中國共青团中央委員會全體会议一般每年舉行一次，為期2天至3天。在中央委員會全體會議閉會期間，則是由中央委员会常务委员会行使其职权。全国代表大会、中央委员会、中央委员会常务委员会都闭会时，由中央书记处行使中央委員會的職權。
在當前组织體系中，中國共青团中央书记处作為中國共青团決策機關以及最高領導機關，其中重大的政治、思想、政策和組織問題都必須在中央书记处會議上討論通過。同時基於在組織上採取民主集中制作為基本原則，中國共青团要求下級機關必須服從上級機關，而所有中國共青团組織都必須服從中央領導集團指示，并最终服从于中国共产党领导集体的指示；這使得中國共青团一切工作都是由中央集中領導，各級委員會的委員必須無條件的執行中共中央和共青团中央的任務。

### 常設機關
在中國共青团全國代表大會、中央委員會全體會議和中央委员会常务委员会全體會議閉會期間，代行中央委员会職權的中國共青团中央书记处即為實質上的最高決策機構。与中国共产党类似，共青团藉由閉會制度使得中國共青团的權力集中至中央书记处上，儘管理論上全國代表大會有權駁回中央委員會或中央书记处的決定，不過實際上在非動亂時期從未發生過這一情況。根據《中国共青团章程》，中國共青团中央委員會常务委员会負責召集中央委员会的會議。
中國共青团中央委員會第一次全體會議上，還會選舉幾個工作部門、局處和其他機構成員，並且全國代表大會閉會的5年期間從事各項工作。共青团中央辦公廳是中國共青团的核心聯繫部門，負責包括日常通訊、協議、安排會議議程等行政工作。中國共青团目前轄下還擁有多個主要核心部門，這包括有負責監督職位安排和審查幹部工作發展的共青团中央組織部、負責監督团中央所属新聞媒體並且向团员和青年提供爱国主义宣传的共青团中央宣傳部、負責中國共青团與其他海外組織和國際機構聯繫的共青团中央国际联络部、负责辅导青少年工作的共青团中央城市青年工作部、共青团中央农村青年工作部、共青团中央学校部、共青团中央少年部以及負責監督全国学联等群眾组织的共青团中央統一戰線工作部。
在教育層面，中國共青团還設立有提供高級幹部和準幹部政治訓練和共產主義思想教導的中央團校，而在新聞媒體對外傳播方面，中國共青团中央委員會直接掌握中國共青团發行的机关報《中国青年報》。

### 地方組織
中國共青团在各個省、自治區、直轄市；設區的市、自治州；縣（包括旗）、自治縣、不設區的市和市轄區成立地方代表大會，並且由這些代表大會自行選出該級單位的委員會。此外，还在新疆兵团、中央直属机关、中央国家机关、全国铁道、全国民航、中央金融企业和中央企业中设立了相应的地方组织。中國共青团地方各級代表大會應該每3年舉行一次，但是在特殊情況下可能會決定提前或者延後進行，不過這項決議必須由當地更上一層的地方代表大會委員會批准。委員會的人數和選舉程序由各地地方代表大會決定，同樣必須經由上級地方代表大會批准才得以施行。地方各級代表大會許多職責與中國共產黨全國代表大會類似，主要負責审查和批准同级委员会的工作报告、讨论和决定本地区团的工作任务和有关重要事项、选举同级委员会。
共青团地方代表大會代表當選後有3年任期。而如果一個地方代表大會提前或者延後召開會議，代表大會委員的任期相應地縮短或加長。不過除了各級地方代表大會委員會負責人必須向上一級的地方代表大會負責外。各級地方委員會全體會議每年至少要召開1次全體會議，在其主導地方团的工作期間應該執行上級中國共產黨組織的指示、以及和同級代表大會的決議。共青团的省级委员会的行政级别一般为正厅级，地级和县级委员会则为正处级和正科级。
不過在地方委員會部分也採取類似中國共青团中央委员会的架構，實際上在地方代表大會和地方委員會閉會時便是由地方常務委員會主持政務和負責相關事項。其中地方常務委員會的人選是在地方委員會第一次全體會議選舉審議產生，之後由其負責人提報給上一級的地方委員會批准。

### 基层组织
共青团還在地方國家機關、人民團體、經濟組織、文化組織、学校、中国人民解放军、中国人民武装警察部队和其他非黨組織的領導機關中成立基层组织。
共青团在全国所有大学、中学中设置共青团组织。在学校中，共青团组织往往领导学生会，并与学生会并称为“团委学生会”。共青团在基层委员会、总支部下建立支部。具体而言，其在学校内所有班级都设立了团支部委员会，与班级委员会共同管理班级，班长和团支部书记负责班级的全面工作，学校团支部一般设书记、组织委员、宣传委员等职位，负责具体事宜。

### 共青团员
申請加入中國共青团者年齡必須年滿十四周歲，小于二十八周岁并有两名入团介绍人。申請人必須在中國共青团团旗前舉行入团宣誓才能夠成為共青团团員。根據《中國共青团章程》，全體团員必須服從命令、遵守紀律、堅持團結、服務於中國共青团和人民，堅持馬克思列寧主義、毛澤東思想、中國特色社會主義、鄧小平理論、三個代表和科學發展觀、習近平新時代中國特色社會主義思想等思想，接受中国共产党的领导，並且促進社會主義道路的發展。
在加入中國共青团后將會獲得許多權限，這包括有参加团的有关会议和团组织开展的各类活动，接受团组织的教育和培训；在团内有选举权、被选举权和表决权；在团的会议和团的媒体上，参加关于团的工作和青年关心的问题的讨论，对团的工作提出建议，监督、批评团的领导机关和团的工作人员；对团的决议如有不同意见，在坚决执行的前提下，可以保留，并且可以向团的上级组织提出；参加团组织讨论对自己处分的会议，并且可以申辩，其他团员可以为其作证和辩护；向团的任何一级组织直至中央委员会提出请求、申诉和控告，并要求有关组织给以负责的答复。同時包括中國共青团中央委員會等組織，都沒有權限得以剝奪中國共青团团員的這些權力。
由共青团中央基层组织建设部公布的全国团内统计最新数据显示，截至2023年年底，全国共有共青团员7416.7万名，其中学生团员3824.5万名；共有团组织431.6万个，其中，团的地方委员会0.3万个，基层团（工）委19.3万个，团（总）支部412.0万个。
其退出方式与少先队相似，均为超龄自动退出。多数团员是超过28岁后自动退团，亦有人士因为毕业、工作或者居住地变更的原因，没有进行组织关系转接导致团籍遗失，或因没有缴纳团费、不参加组织活动，按照团章“团员没有正当理由，连续六个月不交纳团费、不过团的组织生活，或连续六个月不做团组织分配的工作，均被认为是自行脱团。”的规定，自动脱离共青团。“团员自行脱团，应由支部大会决定除名，并报上级委员会批准。”
但是，担任团的干部，即使超过28岁，也依然具有共青团员身份。根据团章和中共中央组织部的规定，团员加入共产党后，依然保留团籍，28岁后未担任团的职务者，则不再保留团籍。

## 政策和影响

### 青年政策
在《中國共青团章程》中提到：「中国共产主义青年团充分发挥党联系青年的桥梁和纽带作用，积极协助政府管理青年事务，在维护国家和人民利益的同时代表和维护青年的具体利益，围绕党的中心任务，开展适合青年特点的独立活动，关心青年的工作、学习和生活，切实为青年服务，向党和政府反映青年的意见和要求。」在內容中也提到充分调动和发挥青年的积极性和创造性，开展思想政治教育和爱国主义教育。
中国共青团是中国政府开展青年工作的主要机构，共青团着力在互联网新媒体等新兴传媒层面开展工作。共青团中央在新浪微博、知乎、bilibili等青年人接触较多的网站开设了官方帐号。

### 政治影响
共青团系统出身的干部在中华人民共和国政治中具有较大影响，被广泛称为“团派”。2012年中共十八大以后，在中共中央政治局委员之中曾有共青团中央书记处任职经历者就有有李克强、李源潮、刘延东、刘奇葆和胡春华等五人。
共青团系统往往被视作青年官员晋升的一条捷径，各地团委书记任期届满后多能直接出任下级行政区的党政主官等要职。「团派」一词最早在胡耀邦年代即有提及。前中共中央总书记胡耀邦担任中共高层领导职务时，大量曾在其担任第九届中国共青团中央书记处第一书记期间有过共青团职务背景的官员获得提升，其中包括时任中共中央办公厅主任的胡启立、共青团中央第一书记的胡锦涛等。
团派人物特点为大学本科以上学历，谨慎且不张扬。在被认为是团派的成员中，除少数具有高干子女背景或其他显赫背景外，大多出身平民阶层，因而比较贴近普通民众。团派通过组织内部选拔推荐的形式，以取代及对抗在中国共产党党内长期存在的世系（如太子党）与地域保护体系（如上海帮等）。
就团派的定义尚未在官方场合进行公示或评论，就此是否形成派系仍有反对意见。譬如鍾沛璋、何家棟等，称这些人物恰恰代表中国共产党党内干部年轻化的自然趋势，而非派系使然。政治作家何清涟认为“任职于共青团中央的官员之间既无共同的利益纽带，也无一个愿意维系帮派利益的领袖，更无互为奥援的愿望，将其称之为政治帮派，实在有点勉强。”
2017年中共十九大以后，中共中央总书记习近平的派系在中共中央政治局处于主导地位，团派势力大为削弱，被视为胡锦涛隔代接班人的胡春华被挡在中共中央政治局常委会之外。2022年中共二十大召開，年僅59歲的胡春華在中共二十屆一中全會上落選第二十屆中央政治局委員，新一屆政治局委員人數從25人減少至24人，67歲的李克強和汪洋也完全退休，被視為習近平對團派勢力的徹底清洗。

## 团中央历任主要负责人
中国社会主义青年团书记
- 俞秀松（1920年5月－1921年3月）

中国社会主义青年团临时中央执行委员会书记
- 俞秀松（1921年3月－1922年5月）

中国社会主义青年团中央执行委员会书记
- 施存统（1922年5月－1923年8月，团一大选举）
- 刘仁静（1923年8月－1925年1月）
- 张太雷（1925年1月－1927年5月，团三大选举）
- 任弼时（1927年5月－1928年7月，团四大选举）
- 关向应（1928年7月－1929年，团五大选举）

中国新民主主义青年团中央委员会书记处书记（排名第一）
- 冯文彬（1949年4月－1953年7月，团六大选举）
- 胡耀邦（1953年7月－1957年5月，团七大选举）

中国共产主义青年团中央委员会书记处第一书记
- 胡耀邦（1957年5月－1966年，团八大选举）
- 韩英（1978年10月－1982年11月，团十大选举）
- 王兆国（1982年11月－1984年12月，团十一大选举）
- 胡锦涛（1984年12月－1985年11月，团十一届三中全会选举）
- 宋德福（1985年11月－1993年5月，团十一届四中全会选举）
- 李克强（1993年5月－1998年6月，团十三大选举）
- 周强（1998年6月－2006年11月，团十四大选举）
- 胡春华（2006年11月－2008年5月）
- 陆昊（2008年5月－2013年5月，团十六大选举）
- 秦宜智（2013年5月－2017年9月，团十七大选举）
- 贺军科（2018年6月－2023年5月，团十八大选举）
- 阿东（2023年5月－，团十九大选举）